# Hottentotta réce

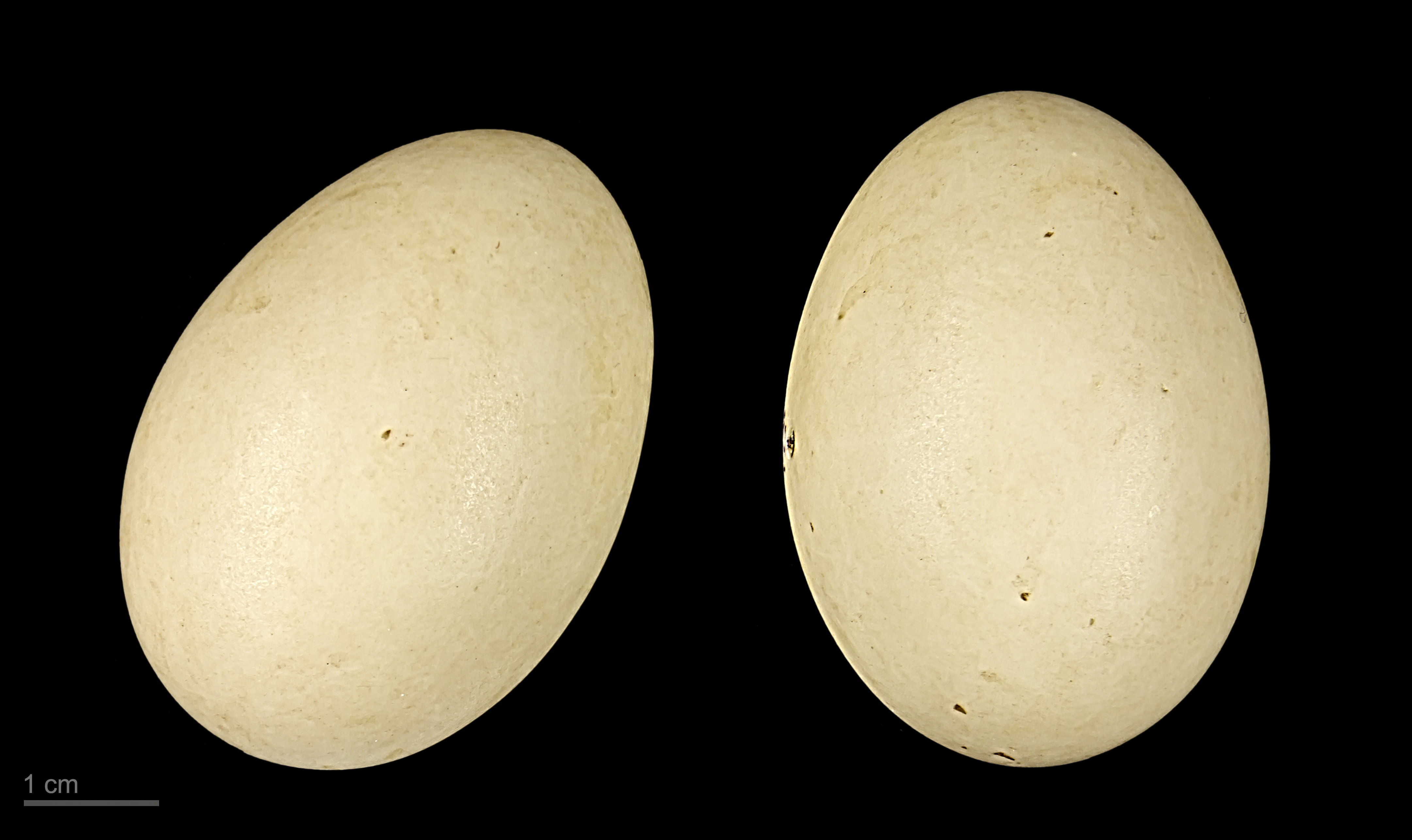
Spatula hottentota

A hottentotta réce (Anas hottentota) a madarak osztályának lúdalakúak (Anseriformes) rendjébe és a récefélék (Anatidae) családjába tartozó faj.

## Előfordulása
Angola, Botswana, Burundi, Csád,  a Dél-afrikai Köztársaság, Dzsibuti, Eritrea, Etiópia, Kamerun, Kenya, a Kongói Demokratikus Köztársaság, Madagaszkár, Malawi, Mali, Mozambik, Namíbia, Niger, Nigéria, Ruanda, Szomália,  Szudán, Tanzánia, Uganda, Zambia és Zimbabwe területén honos.

## Szaporodása
Fészekalja 5-9 tojásból áll, melyen 22-26 napig kotlik. A fiókák kirepülési ideje, még 5 hétig tart.